# 286 (číslo)
Dvě stě osmdesát šest je přirozené číslo, které následuje po čísle dvě stě osmdesát pět a předchází číslu dvě stě osmdesát sedm. Římskými číslicemi se zapisuje CCLXXXVI a řeckými číslicemi σπϛ.

## Matematika
286 je:
- Deficientní číslo
- nešťastné číslo
- Nepříznivé číslo
- Čtyřstěnové číslo
- Sedmiúhelníkové číslo

## Astronomie
- (286) Iclea je planetka hlavního pásu, kterou objevil v roce 1889 Johann Palisa

## Doprava
- Silnice II/286 je česká silnice II. třídy vedoucí na trase Jičín – Železnice – Lomnice nad Popelkou – Košťálov – Jilemnice – Horní Mísečky[1]

## Roky
- 286
- 286 př. n. l.